# Aquae in Dacia
Aquae in Dacia (łac. Dioecesis Aquensis in Dacia) – stolica historycznej diecezji na Bałkanach istniejącej w czasach rzymskich.
Współcześnie Aquae in Dacia identyfikuje się z miejscowością Vidonac w Serbii. Obecnie katolickie biskupstwo tytularne ustanowione w 1933 przez papieża Piusa XI. 

## Biskupi tytularni
| Lp. | Biskup                  | Funkcja                                   | Od                   | Do               |
| --- | ----------------------- | ----------------------------------------- | -------------------- | ---------------- |
| 1   | Tomislav Jablanović     | biskup pomocniczy Sarajewa (Jugosławia)   | 16 listopada 1970    | 10 września 1986 |
| 2   | Martin Luluga           | biskup pomocniczy Gulu (Uganda)           | 17 października 1986 | 9 lutego 1990    |
| 3   | Serafim Shyngo-Ya-Hombo | biskup pomocniczy Luandy (Angola)         | 26 marca 1990        | 29 maja 1992     |
| 4   | Josef Kajnek            | biskup pomocniczy Hradec Králové (Czechy) | 4 listopada 1992     |                  |